# IC 5048
IC 5048 је спирална галаксија у сазвјежђу Паун која се налази на листи објеката дубоког неба у Индекс каталогу.
Деклинација објекта је - 71° 48' 2" а ректасцензија 20h 51m 40,6s. Привидна величина (магнитуда) објекта IC 5048 износи 15,0 а фотографска магнитуда 15,8. IC 5048 је још познат и под ознакама ESO 74-12, PGC 65570.